# دقماق (سمك)
دقماق أو أبو شنب أو أبو شند (بالإنجليزية: naked catfishes)‏ و(باللاتينية: bagrus docmac) هو من الأسماك التي تتواجد في النيل يحب الأماكن الهادئة ويتغذى على الأسماك الأصغر ويصل لاحجام كبيرة وقد يصل وزنه لـ 50 كجم وأكثر. تنتمي هذه السمكة إلى جنس بياض فصيلة البياضيات.